# John Michell
John Michell (Nottinghamshire, 25 dicembre 1724 – Thornhill, 29 aprile 1793) è stato un astronomo, geologo e fisico inglese.

## Biografia
Educato al Queens' College di Cambridge, fu in seguito membro della Royal Society; nel 1762 divenne professore di geologia e nel 1767 rettore della chiesa parrocchiale di Thornhill, West Yorkshire, dove morì nel 1793.
Michell fu il padre della magnetometria e, grazie al suo studio del terremoto di Lisbona, uno dei pionieri della sismologia. Già prima del 1783 concepì un esperimento simile a quello oggi noto come esperimento di Cavendish; fu il primo a misurare la forza di gravità fra due corpi in laboratorio e formulò la prima valutazione accurata della massa della Terra e della costante gravitazionale. 
Michell è stato il primo, in un saggio del 1783, ad aver concepito come un oggetto con una massa sufficientemente elevata possa essere in grado di trattenere la sua stessa luce (il concetto di velocità di fuga era ben noto all'epoca); egli ipotizzò che un oggetto di questo genere (quello che, successivamente, sarebbe stato chiamato buco nero) non sarebbe direttamente visibile, ma potrebbe essere identificato tramite il moto di un oggetto compagno se parte di un sistema binario.

## Alcune opere
- Observations On the Comet of January 1760 at Cambridge, Philosophical Transactions (1760)
- Conjectures Concerning the Cause and Observations upon the Phaenomena of Earthquakes, ibid. (1760)
- A Recommendation of Hadley's Quadrant for Surveying, ibid. (1765)
- Proposal of a Method for measuring Degrees of Longitude upon Parallels of the Equator, ibid. (1766)
- An Inquiry into the Probable Parallax and Magnitude of the Fixed Stars, ibid. (1767)
- On the Twinkling of the Fixed Stars, ibid. (1767)
- On the Means of Discovering the Distance, Magnitude, &c., of the Fixed Stars, ibid. (1784).